# Neocunaxoides andrei
Neocunaxoides andrei är en spindeldjursart som först beskrevs av Baker och Hoffmann 1948.  Neocunaxoides andrei ingår i släktet Neocunaxoides och familjen Cunaxidae. Inga underarter finns listade i Catalogue of Life.